# Basilika Mariä Geburt (Gorlice)

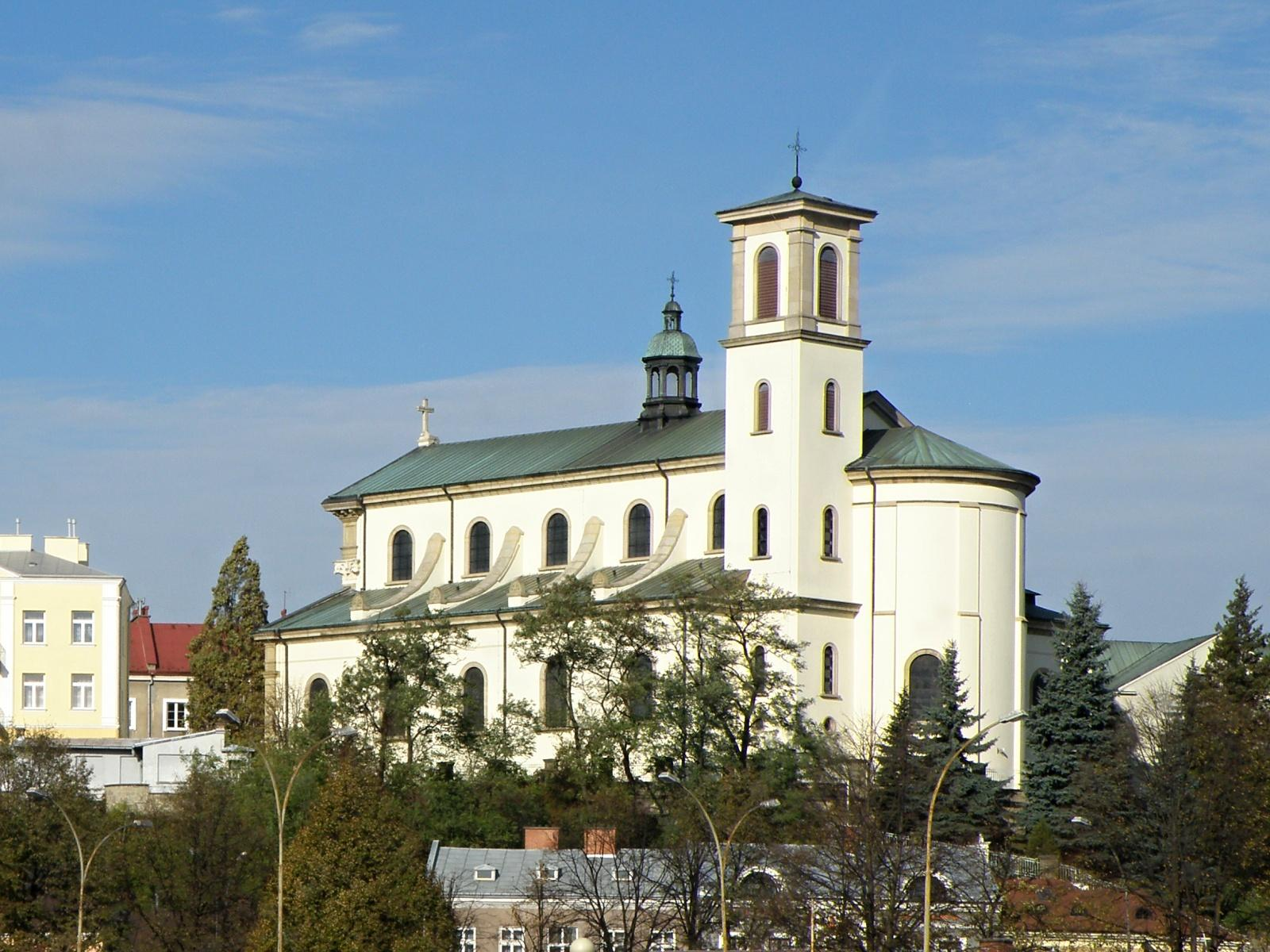
Basilika Mariä Geburt

Die Basilika Mariä Geburt (polnisch Bazylika Narodzenia NMP) ist eine römisch-katholische Kirche in Gorlice in der Woiwodschaft Kleinpolen. Die auch das Heiligtum des Herrn Jesus im Gefängnis umfassende Pfarrkirche des Bistums Rzeszów trägt den Titel einer Basilica minor. Die Kirche wurde Ende des 19. Jahrhunderts im Stil der Neorenaissance errichtet.

## Geschichte

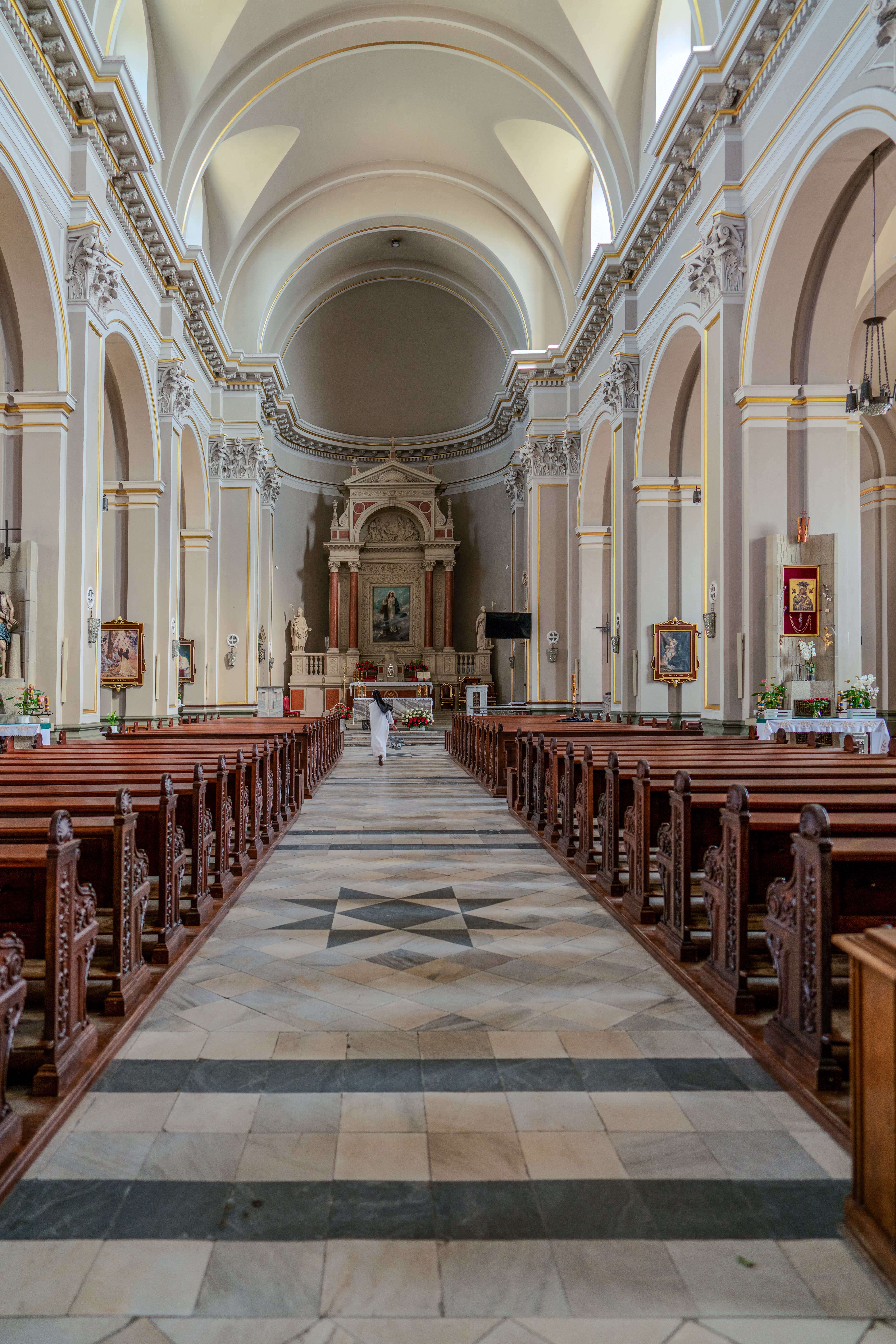
Innenraum

Die Gemeinde wurde im 14. Jahrhundert gegründet, die erste schriftliche Erwähnung stammt aus dem Jahr 1411. Die erste Kirche wurde vor 1399 erbaut und war aus Backstein. 1550 bis 1628 wurde die damalige Pfarrkirche in eine evangelische Gemeinde umgewandelt. Die Katholiken erhielten die Kirche durch eine Entscheidung des Kronrates zurück. Die Kirche wurde während der schwedischen Invasion niedergebrannt. Um 1630 wurde eine neue Kirche als Pfarrkirche errichtet. Sie wurde im gotischen Stil auf einer Anhöhe östlich des heutigen Marktplatzes errichtet. Um 1730 wurde neben der Kirche eine Kapelle gebaut, die als Gefängnis Christi bekannt ist. Die Kirche wurde 1779 und 1874 von Bränden heimgesucht.
Der Bau der heutigen Kirche wurde von dem damaligen Pfarrer Marceli Żabicki in Angriff genommen. Der Autor des Projekts war Pater Francis Pavoni, ein italienischer Ordensbruder, Oberer der Dominikaner in Krakau. Der Bau erfolgte zwischen 1885 und 1892.
Im Jahr 1915 wurde die Kirche durch Kriegseinwirkungen schwer beschädigt. Sie wurde zwischen 1921 und 1931 wiederaufgebaut, im Krieg 1944 erneut beschädigt, wiederaufgebaut und in den Jahren 1959–1960 sowie zwischen 2000 und 2003 renoviert. Am 23. Mai 2009 wurde die Kirche Mariä Geburt in Gorlice durch Papst Benedikt XVI. zu einer Basilica minor erhoben.

## Beschreibung
Die dreischiffige Basilika wurde aus Stein und Ziegeln erbaut und mit Ausnahme der Hauptfassade aus Sandstein im Jahr 1932 verputzt. Diese ist mit Pilastern gegliedert, in den Nischen stehen Statuen der Evangelisten, und schließt mit einem dreieckigen Giebel. Über dem Relief des Haupteingangs befindet sich ein halbkreisförmiges Buntglasfenster mit der Figur St. Stanislaus – Mitpatron der Kirche.
Das Langhaus umfasst fünf Joche, das Mittelschiff ist mit einem Tonnengewölbe überspannt, das über Stichkappen beleuchtet wird, die Seitenschiffe sind mit Kuppelgewölben bedeckt. Neben dem eingezogenen Chor mit runder Apsis erhebt sich der Kirchturm. Das steinerne Retabel des Hauptaltars stammt aus der Zeit um 1900, entworfen von Leonard Marconi, mit einem Gemälde der Maria Immaculata von Jan Styka. Im Seitenaltar befindet sich ein Gemälde des hl. Josef von Piotr Stachiewicz.

## Heiligtum des Herrn Jesus im Gefängnis

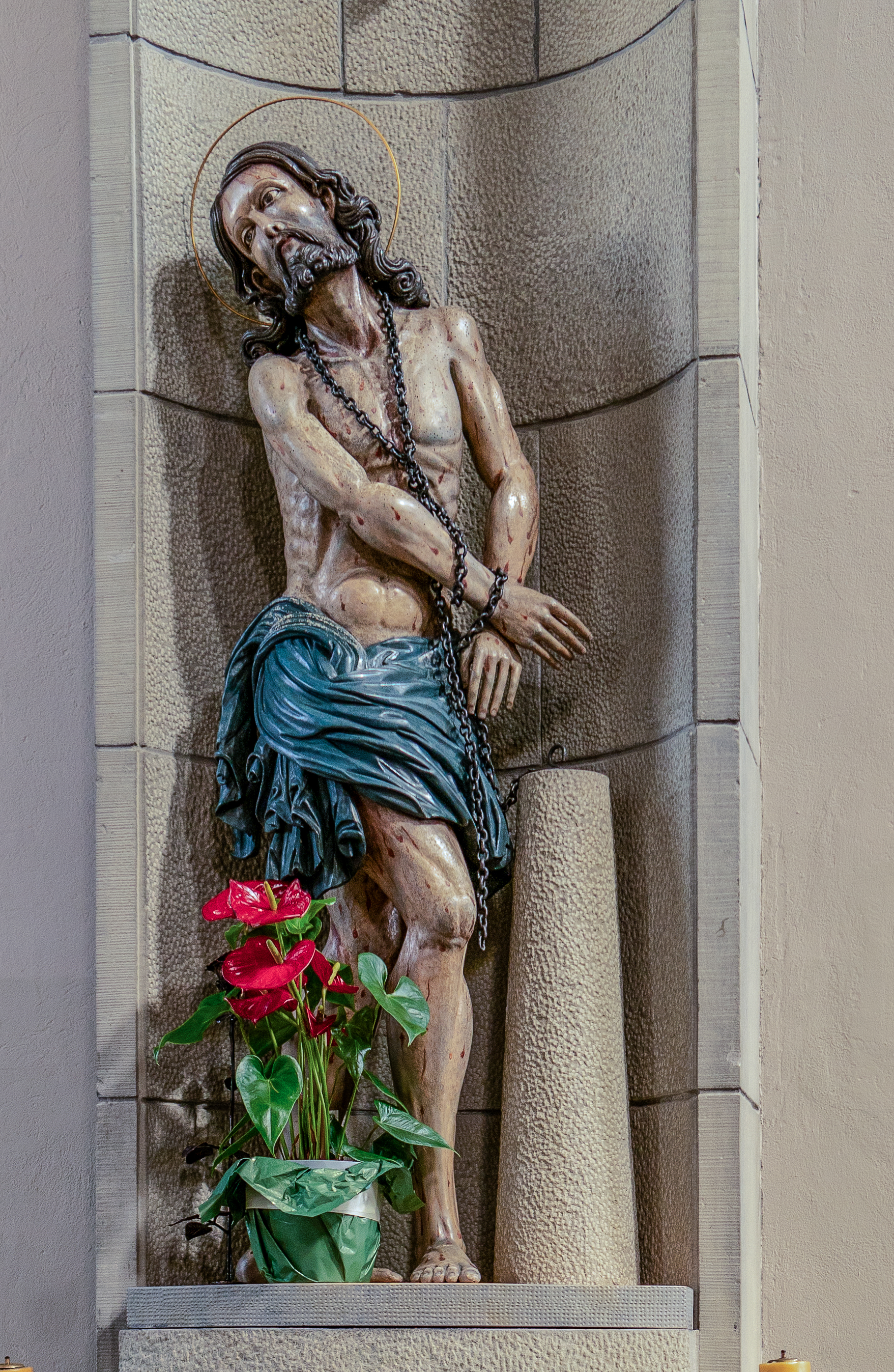
Statue des Herrn Jesus im Gefängnis

Im Seitenschiff der Kirche steht eine lebensgroße (164 cm hohe) Statue, die Christus, den Gegeißelten, darstellt. Diese barocke Holzstatue zeigt die Figur des gegeißelten Christus, der an einen Pfahl gebunden ist. Es ist nicht bekannt, wer ihr Schöpfer war; man nimmt an, dass sie in der Mitte des 17. Jahrhunderts entstanden ist. Ursprünglich war das Gotteshaus eine gemauerte Kapelle mit Schindeln, das so genannte Gefängnis Christi (Carceris Christi). Sie befand sich im südlichen Teil des Kirchhofs. Im oberen Teil dieses zweistöckigen Gebäudes befand sich ein Altar mit einem Gemälde, das die Kreuzabnahme Christi darstellte, während im unteren Teil die Statue des gegeißelten Christus und der Altar der Schmerzensmutter untergebracht waren. Die Kapelle diente mehrmals als Pfarrkirche, auch nach den Bränden in der alten Kirche und dem Bau der neuen Kirche. Während des Ersten Weltkriegs wurde der obere Teil erheblich beschädigt. Deshalb wurde die Statue nach dem Wiederaufbau der Kirche 1925 dorthin gebracht und im nördlichen Seitenschiff aufgestellt. Die Kapelle wurde abgerissen und der untere Teil wurde mit Erde bedeckt. Im Jahr 1961 wurde die Statue restauriert. Im Jahr 1963 wurde sie dauerhaft in den eigens für diesen Zweck errichteten Altar zwischen dem Hauptschiff und dem nördlichen Seitenschiff installiert. Der Altar wurde am 7. März 1963 vom Tarnower Bischof Jerzy Karol Ablewicz geweiht.